# Пантелеймон Мстиславич
Пантелеймон Мстиславич — князь, известный по родословцам и единственному упоминанию в Воскресенской летописи: в 1339 году его сын Василий убил Андрея Мстиславича козельского.
Традиционно считается внуком Михаила Всеволодовича Черниговского (уб.1246) и сыном Мстислава карачевского. По мнению Баумгартена, дедом Пантелеймона был не Михаил Всеволодович Черниговский, а другой одноимённый черниговский князь. Например, в любецком синодике упоминается «великий князь черниговский» Михаил Дмитревич, который по мнению Р. В. Зотова и Беспалова Р. А. был сыном козельского князя Дмитрия Мстиславича и правил в Чернигове во второй половине XIII века.
Войтович Л. В. считал Пантелеймона князем Карачевским, а Зотов Р. В. — звенигородским. Беспалов Р. А. показал, что козельские князья «получили» титулы карачевских и звенигородских только в родословиях XVI века, в действительности же не Козельск был удельным городом Карачевского княжества, а Карачев стал владением козельских князей, известных с домонгольских времён.
Горский А. А. путает Пантелеймона с Мстиславом-Пантелеймоном Святославичем (уб.1223), записанном в Любецком синодике как великий князь черниговский Пантелеймон Мстиславич, когда критикует версию Зотова Р. В. о Константине Ольговиче, его сыне Александре, «внуке» Михаиле и правнуке Романе. По его версии, Пантелеймон мог княжить в Чернигове в начале XIV века перед Романом, если Роман не был сыном Михаила.

## В культуре
Пантелеймон Мстиславич является одним из действующих лиц в историческом романе Михаила Каратеева «Ярлык великого хана».